# Lasioglossum rusticolum
Lasioglossum rusticolum är en biart som först beskrevs av Warncke 1982.  Lasioglossum rusticolum ingår i släktet smalbin, och familjen vägbin. Inga underarter finns listade i Catalogue of Life.